# Daïra d'Aïn El Melh
La Daïra d'Aïn El Melh est une circonscription administrative algérienne située dans la wilaya de M'Sila. Son chef-lieu est situé sur la commune éponyme d'Aïn El Melh.
La daïra regroupe les cinq communes de Aïn El Melh, Bir Foda, Aïn Fares, Sidi M'hamed et Aïn Errich.